# Oxalis gracilis
Oxalis gracilis är en harsyreväxtart som beskrevs av Nikolaus Joseph von Jacquin. Oxalis gracilis ingår i släktet oxalisar, och familjen harsyreväxter. Inga underarter finns listade i Catalogue of Life.